# Guillaume Morissette
Pour les articles homonymes, voir Morissette.
Ne doit pas être confondu avec Guillaume Morrissette.
Guillaume Morissette (1983 à Jonquière au Québec - ) est un auteur de fiction et poète canadien basé à Montréal, au Québec. Son travail a souvent été associé à la littérature alternative, le magazine Dazed le décrivant comme Canada's Alt Lit poster boy. 
Il a publié des fictions, des poèmes et des essais en ligne et sur papier, dans des lieux tels que Maisonneuve, Little Brother, Broken Pencil, Shabby Doll House et Thought Catalog. Il a été inscrit sur la liste des Écrivains à surveiller de CBC Books (en) en 2014.
Son premier roman, New Tab, a été publié en 2014 par Véhicule Press. New Tab a été sélectionné par la Quebec Writers' Federation pour le Prix Hugh-MacLennan 2014 pour la fiction et pour le Prix Premier roman d'amazon.ca en 2015. Le roman a été traduit en français sous le titre Nouvel onglet.
Il est également l'auteur du recueil de contes et de poèmes I Am My Own Betrayal (Je suis ma propre trahison), qui a été publié en 2012 par la Maison Kasini.
Il habite à Montréal, où il est éditeur à Metatron, une petite maison d’édition indépendante.